# Aelbert Cuyp
Aelbert Jacobsz Cuyp [kejp] (20. října 1620, Dordrecht – 15. listopadu, 1691, Dordrecht) byl holandský malíř, krajinář sedmnáctého století.

## Dílo

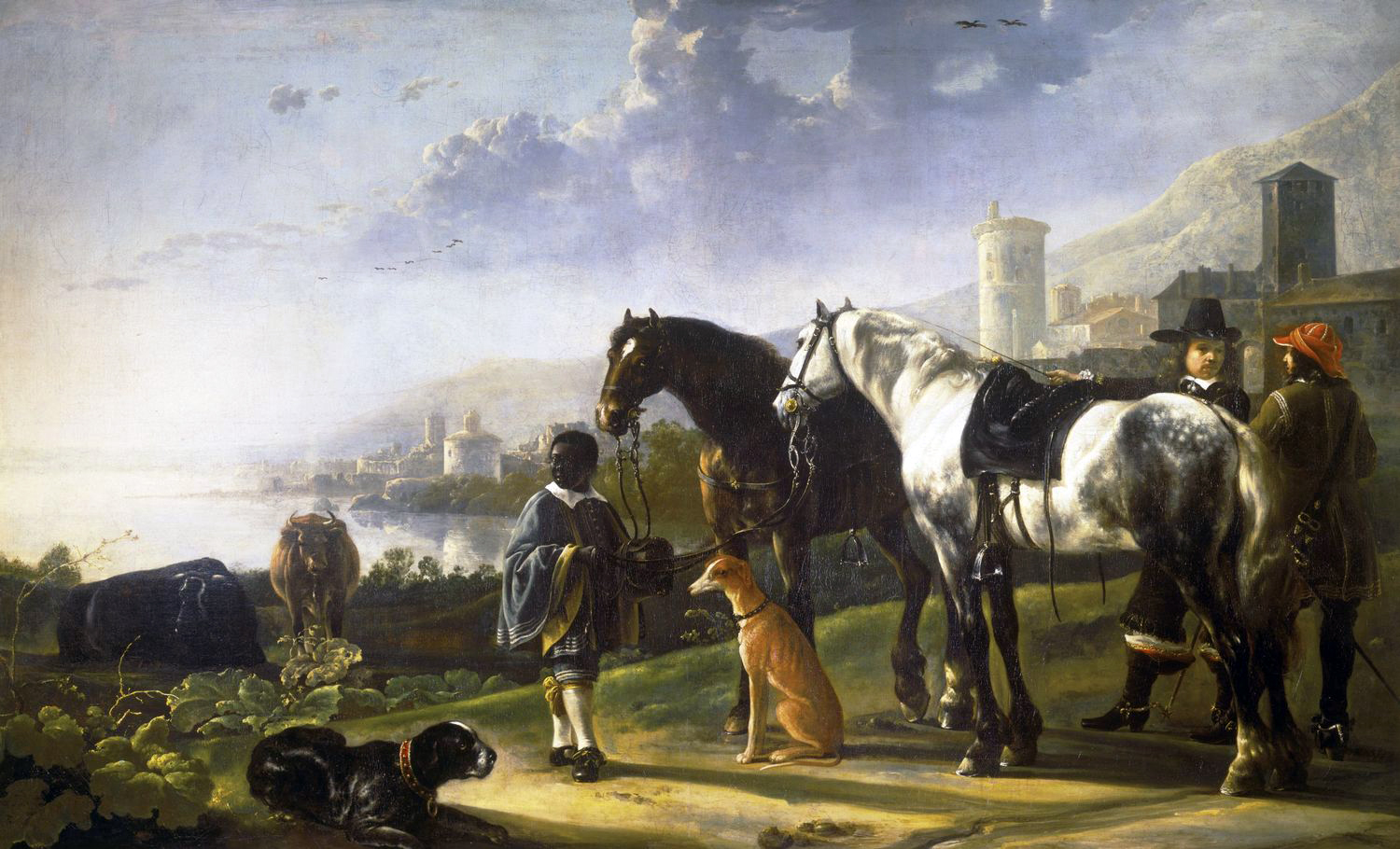
Černé páže

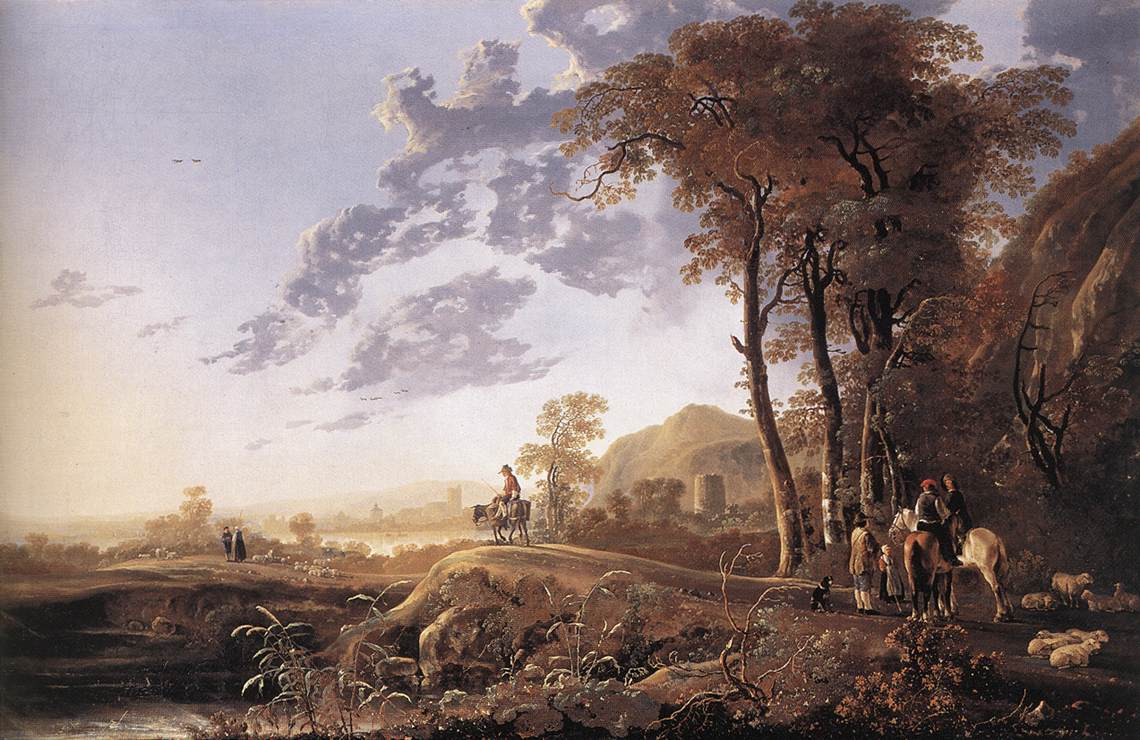
Večerní krajina s jezdci a pastýři

Ve svém malířském díle Cuyp pochopitelně navazuje na předchozí holandské krajináře „zlatého věku“, především na Hercula Segherse, Salomona van Ruysdael, Jana van Goyen, ale velmi výrazně také na malíře venkovského žánru a zvířat Paula Pottera.

### Malířské dílo

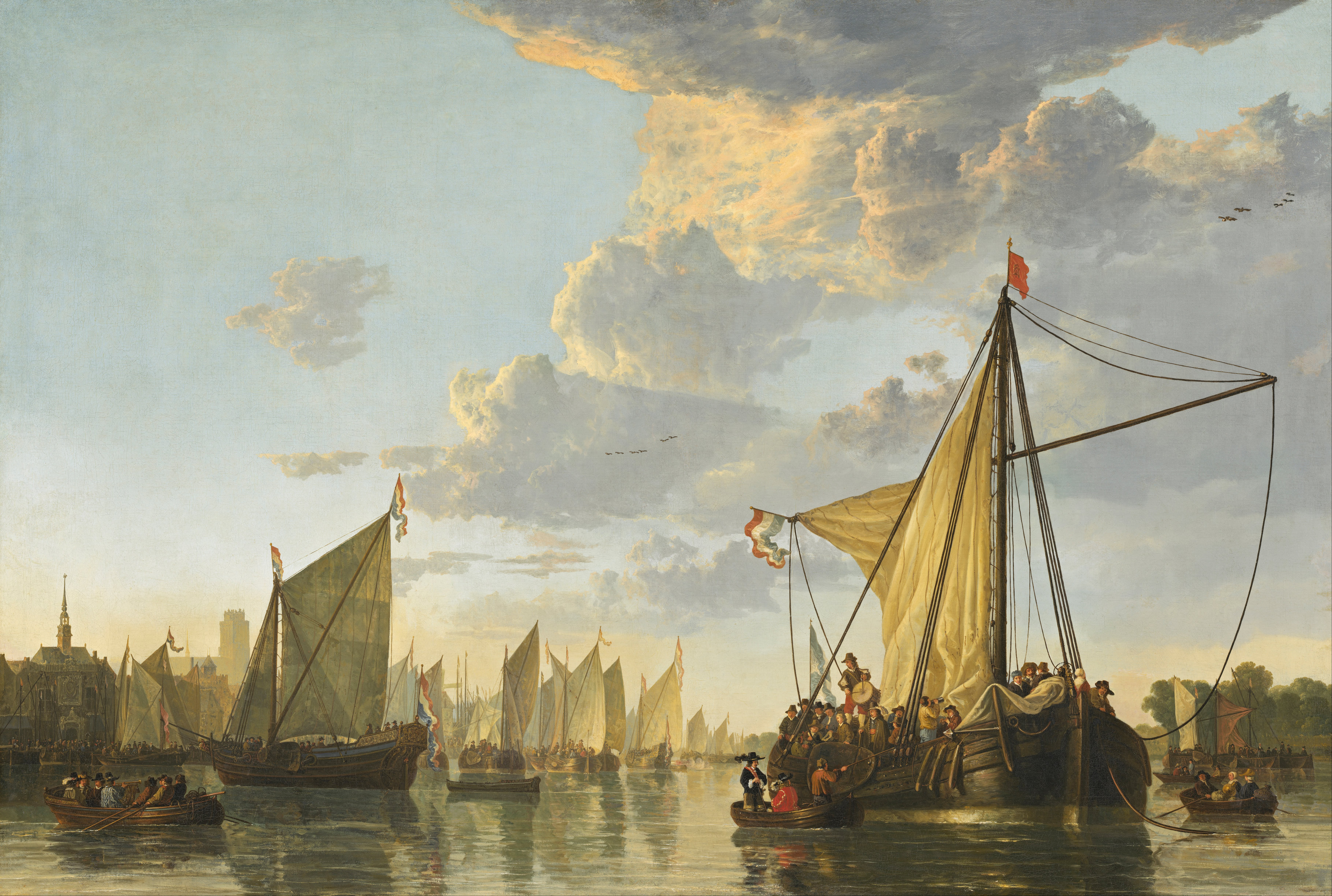
Řeka Máza u Dordrechtu (National Gallery of Art, Washington

Aelbert Cuyp je nejslavnějším malířem, pocházející z umělecké rodiny Cuypů. Jeho otec Jacob Cuyp (1594–1651/52) mu byl zároveň učitelem. Specializoval se na malbu holandského venkova, především v pozdním odpoledni a v brzkém ránu.
Sluneční světlo jeho obrazů působí realističtěji než sama předloha, zdůrazňujíc i nejmenší části krajiny osvětlené zlatým světlem. Cuyp maluje veliké, panoramatické obrazy holandské krajiny, ovšem pečlivě prokreslí každé snítko trávy, každý list. Všímá si kresby a lesku koňské hřívy i rohů krav, které klidně leží a přežvykují na břehu potoka, přesně podá klobouky vesničanů, kožené řemínky koňského postroje i přezky na botech šlechticů. To všechno Cuyp zachycuje v pečlivě inscenované prostorové jímce bohatě prozařované světlem. Způsob, budování prostoru a postav i práce s barevnými pastami barev je zde zcela virtuózní. Zároveň v jeho díle bychom marně obtížně hledali temné, noční krajiny, jaké má Aernout van der Neer či Jacob van Ruisdael, tím méně takřka monochromní barevnost Jana van Goyen. Barevné kvality Aelberta Cuypa jsou zcela jiné, neboť jeho krajiny jsou zpravidla jasné, čisté a světlé, malované za použití plnobarevné palety.

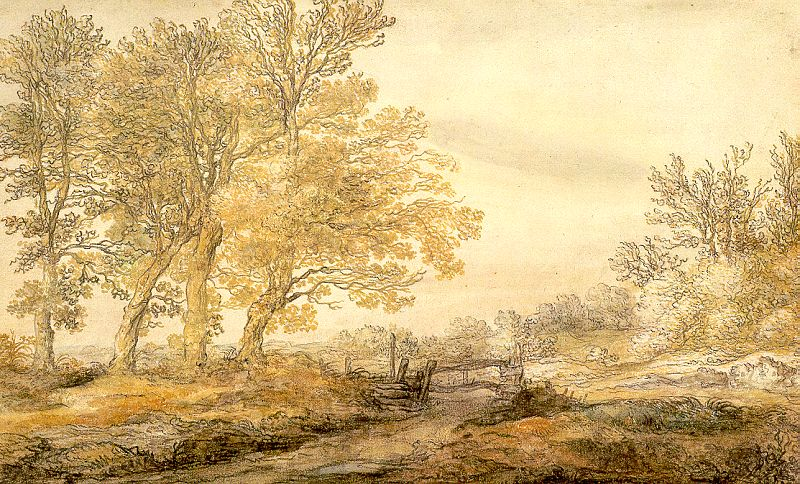
kresba krajiny, 1650

### Kresby
Také Cuypovy kresby jej ukazují jako zcela svrchovaného tvůrce. Způsob, kterým své kresby lehce lavíruje hnědozlatým inkoustem dobře vystihuje prostor v pohledech na Dordrecht či Utrecht. Cuyp mohl své kresby chápat jako dokončená díla, ovšem spíše se jednalo o přípravné práce pro olejem malované obrazy. To je ostatně v baroku zcela běžná praxe. Zatímco kresby vznikaly přímo v plenéru, definitivní obrazy byly vytvářeny na jejich základě až v umělcově ateliéru. To lze doložit i v obrazech samotného Aelberta Cuypa, protože na jednotlivých plátnech lze najít totožná místa krajiny, avšak namalovaná ve zcela odlišných kontextech.

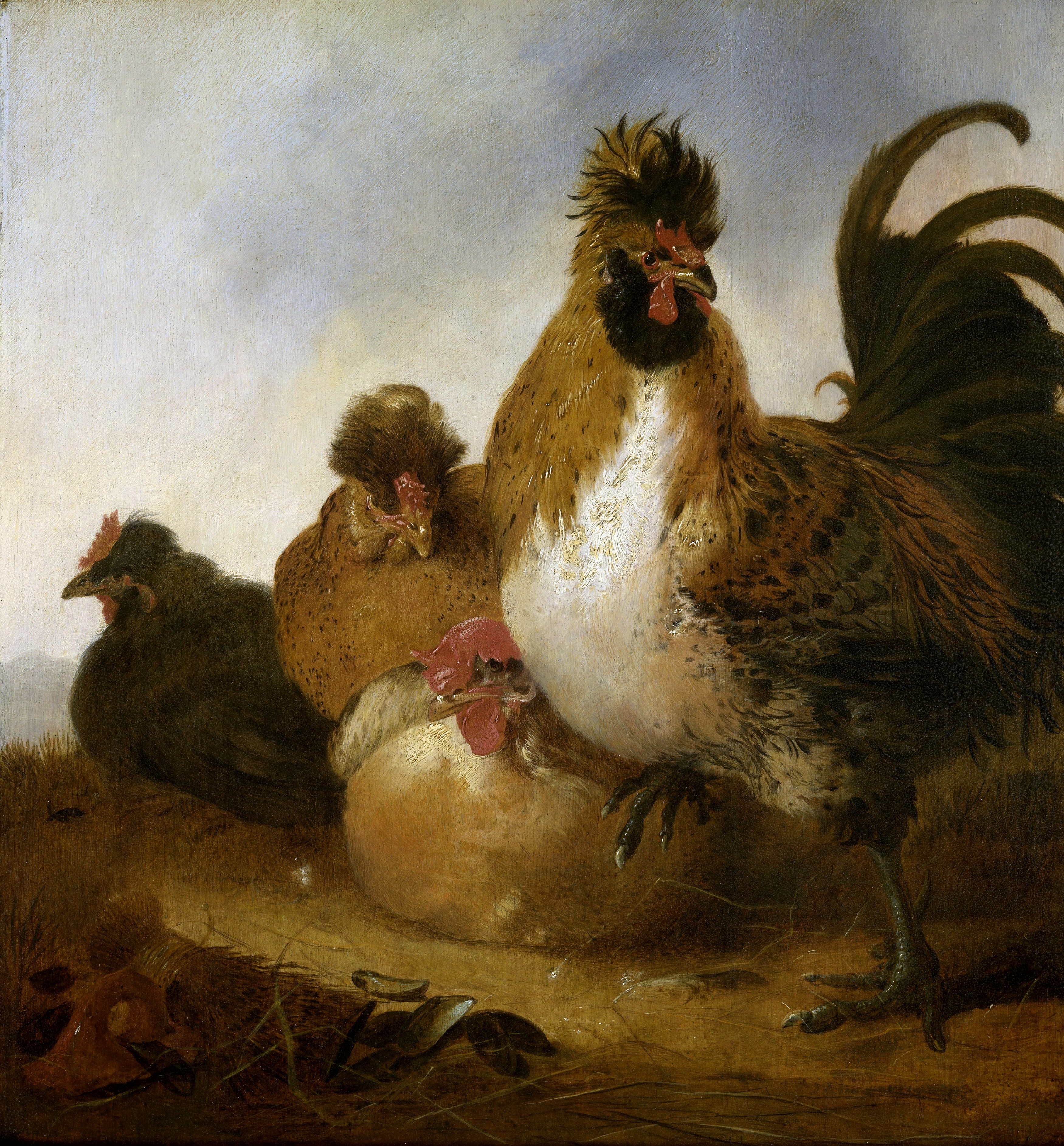
Kohout

### Používané náměty
Ačkoli je Cuyp běžně řazen mezi krajináře, jeho náměty patří částečně také do žánrové malby. Kromě vyslovených pohledů na města, přístavy, skupiny lodí na klidné hladině či venkovské krajiny, zpravidla s řekou a pasoucím se dobytkem, totiž maluje také obrazy, jejichž středem je skupina postav či dokonce jenom zvířat, například krav u vody. Někdy dokonce musíme mluvit až o jakémsi „zvířecím portrétu“.
Cyupovy krajiny přitom nejsou realistickým zobrazením. Na rozdíl od malířů, jakými byl již zmíněný krajinář Jan van Goyen totiž své obrazy komponoval jako částečně fantaskní a vymyšlené krajiny s množstvím kopců a skalními stěnami nad mořem. Tento rys Cuypovy tvorby lze chápat jako vědomý tradicionalismus, neboť takovým způsobem se krajiny malovaly spíše v šestnáctém století.

### Značení a datace děl
Cuyp své kresby a obrazy signoval, ale zřídka je opatřoval datací. Proto je velmi obtížné sestavit alespoň relativní chronologickou řadu a brání to i možnostem uspokojivě sledovat v jeho díle vývoj, proměny a umělecký růst. Značné množství děl je mu pouze připsáno. Některé z nich proto zřejmě ve skutečnosti vytvořili méně významní krajináři tohoto období, například Abraham Calraet (1642–1722), jehož iniciály A.C. mohou být mylně považovány za Cuypovu signaturu.

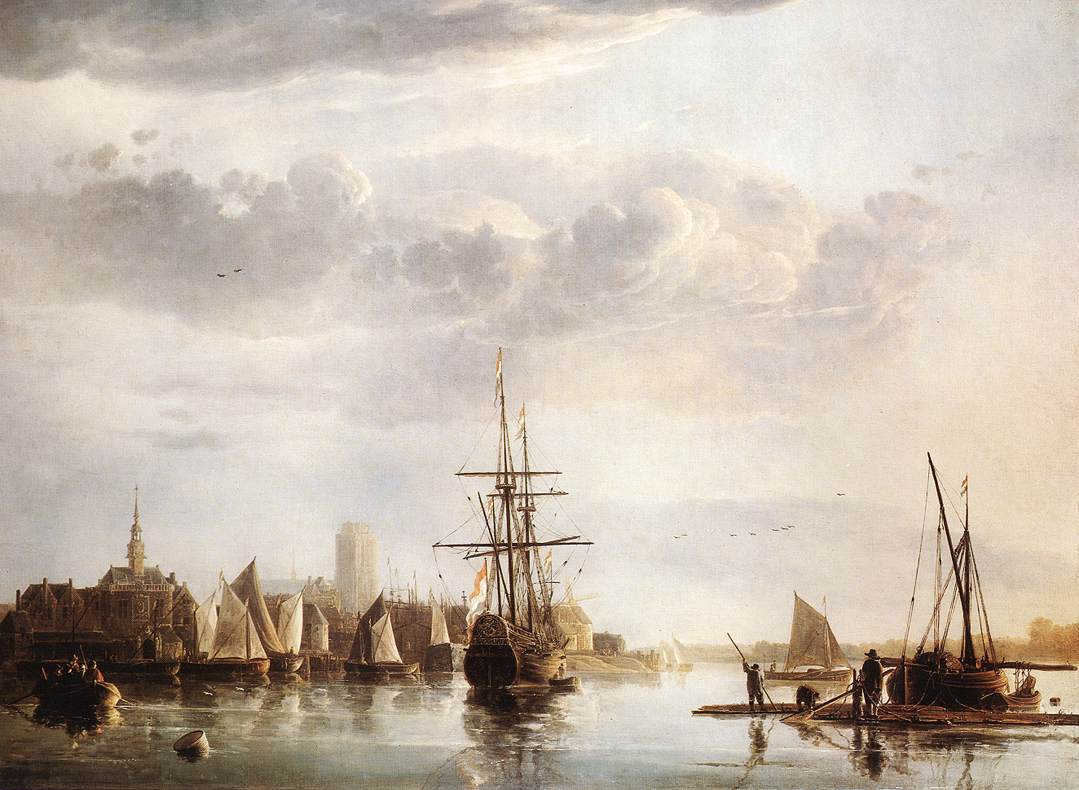
pohled na Dordrecht

### Ocenění děl
Cuyp svým dílem ovlivni anglické malířství 18. století, například Johna Constabla, který se částečně vrací ke krajině budované pomocí lokálního tónu a výrazně se snaží o realistické zobrazení.
Kvality Cuypova malířského díla však byla oceněna i jinak. Jeho Říční krajina (1660), jedno z nevýznamnějších Cuypových děl se totiž stalo jedním z obrazů použitých na známé řadě krabic s čokoládovými bonbóny (Chocolate box art) firmy Cadbury, která na těchto krabicích reprodukuje mistrovská díla výtvarného umění.